# クロード・ニコリエ
クロード・ニコリエ（フランス語: Claude Nicollier、1944年9月2日 - ）は、スイスの宇宙飛行士である。ヴヴェイ出身。スペースシャトルのミッションで4度宇宙飛行した。最初の宇宙飛行は、1992年のSTS-46で、最後の宇宙飛行は1999年のSTS-103だった。STS-61とSTS-103の2度のハッブル宇宙望遠鏡サービスミッションに参加した。最後の宇宙飛行では宇宙遊泳も行い、スペースシャトルのミッションで宇宙遊泳を行った初めての欧州宇宙機関 (ESA) 所属の宇宙飛行士となった（それまでは、ESA所属の宇宙飛行士は全てミールから宇宙遊泳を行っていた）。2000年には、ヒューストンのLead ESA Astronautの地位にありながらAstronaut Office Extravehicular Activity Branchに配属された。ニコリエは、2007年4月にESAを退職した。
2007年3月28日にスイス連邦工科大学ローザンヌ校の宇宙技術の教授に就任した。また、2016年に解散するまで、スイス・スペース・システムズのexpert board memberを務めた。

## 生い立ち
1944年9月2日、ヴヴェイに生まれる。1962年にローザンヌの高校 (Gymnase de Lausanne) を卒業後、ローザンヌ大学で物理学を学び、1970年に学士号を取得。その後、1970年から1973年まで、大学の天文学研究所とジュネーブ天文台で研究を行い、1975年にジュネーブ大学から天体物理学の修士号を取得。並行して、1966年にスイス空軍のパイロットとなり、第5飛行隊でホーカー ハンターに搭乗。ジェット機で4000時間を含む5600時間の飛行経験を持つ。1988年にイギリスの帝国テストパイロット学校を卒業。
2004年にスイス連邦工科大学ローザンヌ校で教え始め、2007年3月に教授となった。

## 宇宙飛行士としてのキャリア
非常勤での学術研究と並行して、チューリッヒのSwiss Air Transport Schoolに通い、1974年に航空会社のパイロットとなり、スイス航空のマクドネル・ダグラス DC-9に乗った。1976年末に、ノールドワイクにあるESAの宇宙科学部門のフェローとなり、様々な空中赤外線天文学プログラムに携わった。1978年7月、ESAにより、ヨーロッパ人宇宙飛行士の最初のグループの1人に選ばれた。ESAとアメリカ航空宇宙局 (NASA) の合意の下、1980年5月にNASAの宇宙飛行士候補に選ばれ、ミッションスペシャリストとして訓練を受けた。
NASAでは、シャトル・アビオニクス統合施設での飛行ソフトウェアの検証、テザー推進衛星の回収手法の開発、シャトル・リモート・マニピュレータ・システムや国際宇宙ステーションのロボットのサポート等の業務が割り当てられた。1996年春から1998年末まで、Astronaut Office Robotics Branchの長を務めた。2000年以降は、ヒューストンのLead ESA Astronautの地位にありながらAstronaut Office Extravehicular Activity Branchに配属された。ニコリエは、2007年4月にESAを退職した。
彼は、スイス天文学会、太平洋天文学会、Swiss Air Force Officers Society (AVIA) 及びSwiss Academy of Engineering Sciencesの会員であり、英国惑星間協会のフェローである。また、Swiss Aero Club、Swiss Society of Engineers and Architects、Swiss Astronomy Day Societyの名誉会員である。
ニコリエは、8時間10分の宇宙遊泳を含め、1000時間以上（42日12時間5分）を宇宙で過ごした。4種類の異なるオービタによる4度のミッションでミッションスペシャリストを務めた。

### STS-51-H
ニコリエの最初の宇宙飛行は1985年11月に予定されていたSTS-51-Hになる予定であったが、技術的な問題により中止となった。

### STS-61-K
その後、ニコリエの最初の宇宙飛行は1986年10月のSTS-61-Kが予定されたが、チャレンジャー号爆発事故を受けて中止となった。

### STS-46
ニコリエは、1992年に行われたSTS-46で、ミッションスペシャリストとしてスペースシャトル・アトランティスに搭乗し、8日間の初めての宇宙飛行を行った。乗組員は、ESAのEURECAと、NASAとイタリア宇宙機関の協働プロジェクトであるTSS-1に参加した。

### STS-61
二度目の宇宙飛行は1993年に行われたSTS-61で、スペースシャトル・エンデバーに搭乗して10日間の宇宙飛行を行った。

### STS-75
1996年に行われたSTS-75では、スペースシャトル・コロンビアに搭乗した。

### STS-103
ニコリエの最後の宇宙飛行として、1999年のSTS-103で、スペースシャトル・ディスカバリーに搭乗し、8日間のミッションを行った。ハッブル宇宙望遠鏡の3度目のサービスミッションで、ニコエリは8時間の宇宙遊泳を行った。ESA所属の宇宙飛行士がスペースシャトルのミッションで行った初めての宇宙遊泳だった。
宇宙飛行士を退職後、2011年にカナリア諸島で行われたスタームス・フェスティバルで、彼は“Revisiting Hubble,”（ハッブルへの再訪）と題する講演を行い、自身の経験を伝えた。この講演は、Starmus: 50 Years of Man in Spaceと題した書籍として出版されている。

## 栄典
ニコリエは、様々な受賞や名誉を受けている。

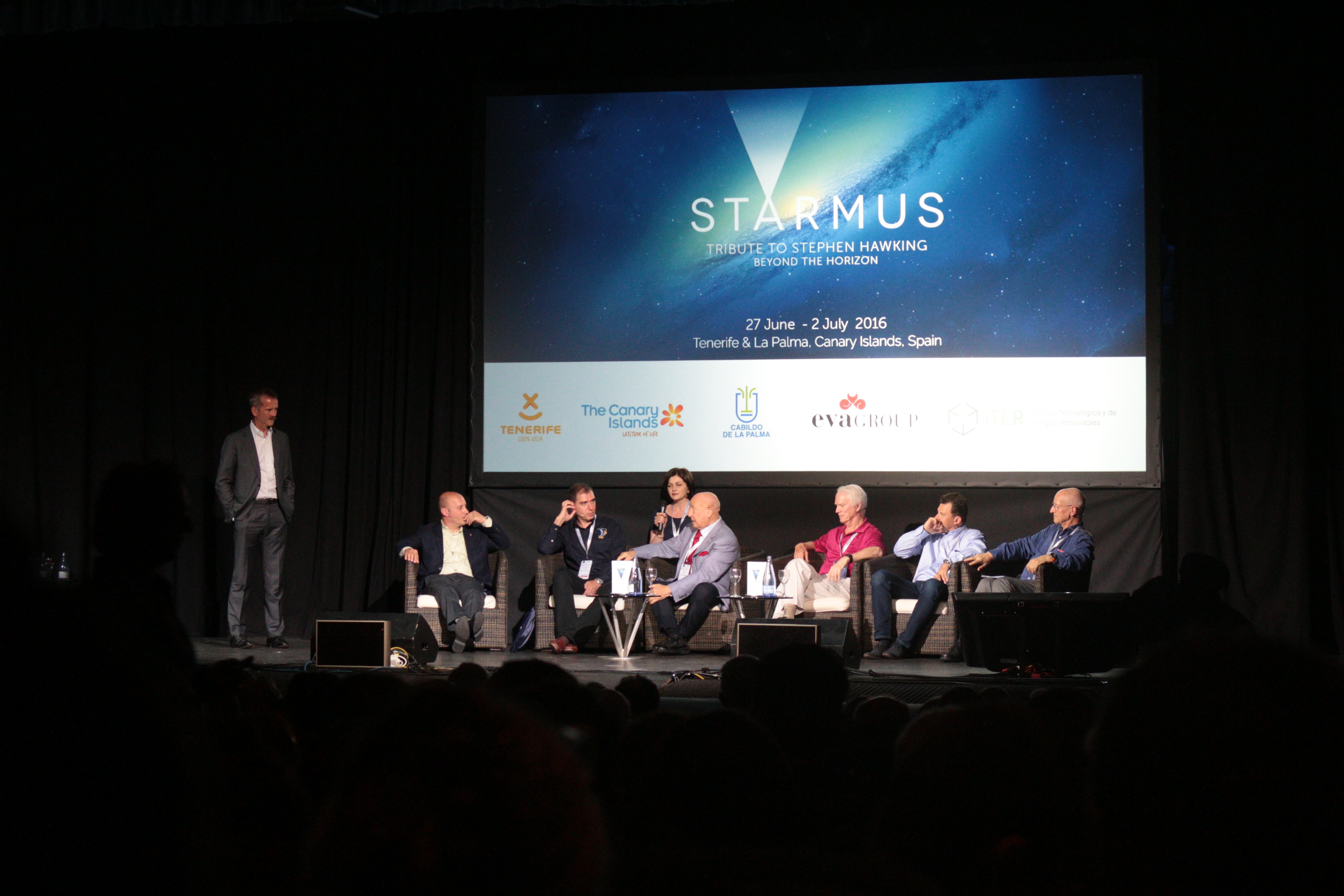
2016年のスタームス・フェスティバルで。ニコリエ（右）、ラッセル・シュウェイカートとアレクセイ・レオーノフ

- Business School Lausanneの名誉博士号（2011）
- Swiss Astronomy Award (2007)
- w:NASA Distinguished Service Medal (2001)
- アルベルト・アインシュタイン・メダル (1998)
- w:NASA Space Flight Medal (1992, 1993, 1996, 1999)
- Prix d'honneur de la Fondation Pro Aero (1992)
- 国際航空連盟のYuri Gagarin Gold Medal (1994)
- フランス航空宇宙アカデミーのSilver Medal (1994)
- 全米航空協会のw:Collier Trophy（STS-61の乗組員に対して） (1994)
- Prix de l'Universite de Lausanne (1994)
- スイス連邦工科大学ローザンヌ校及びジュネーブ大学から名誉博士号 (どちらも1994)
- w:International Space Hall of Fame (1997)[7]

## 私生活
メキシコのモンテレイ出身のSusana Perezと結婚したが、彼女は2007年12月に死去し、寡夫となっている。2人の娘、Maya（1974年生）とMarina（1978年生）がいる。